# Маргарита Саксонская
Принцесса Маргарита Саксонская (нем. Margaretha von Sachsen, 24 мая 1840 — 15 сентября 1858) — саксонская принцесса из династии Веттинов, дочь короля Саксонии Иоганна I и баварской принцессы Амалии Августы, жена австрийского эрцгерцога Карла Людвига.

## Биография
Маргарита родилась 24 мая 1840 года в Дрездене. Она была восьмым ребенком и пятой дочерью в семье саксонского кронпринца Иоганна и его жены Амалии Августы Баварской. Девочка имела трех старших братьев и четырех сестер. Единственная младшая сестра, София, родилась через пять лет.
Отец, после смерти старшего брата Фридриха Августа II в 1854 году, стал королём Саксонии.
6 сентября 1856 года австрийский дипломат Ричард фон Меттерних на торжественной аудиенции попросил руки принцессы Маргариты для эрцгерцога Карла Людвига, младшего брата правящего императора Австрии Франца Иосифа.
В подростковом возрасте Карл Людвиг переписывался со своей кузиной, принцессой Елизаветой Баварской, однако через некоторое время обратил внимание на её расположение к своему старшему брату Францу Иосифу. За два года после их свадьбы в 1854 году он решил сделать предложение Маргарите, которая также приходилась ему кузиной.

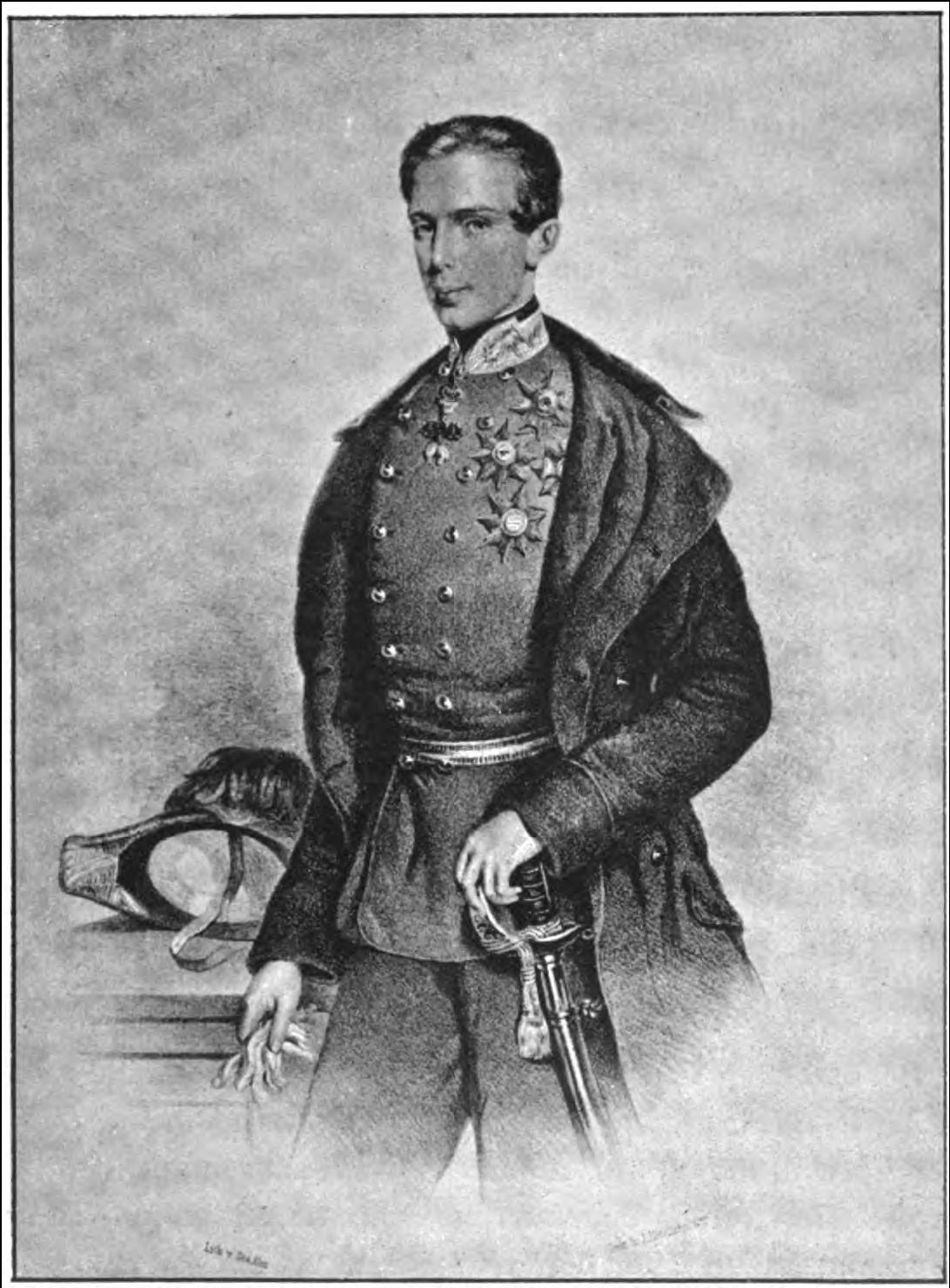
Карл Людвиг Австрийский

Свадьба состоялась 4 ноября 1856 года в Дрездене. Невесте было 16 лет, жениху — 23. Карл Людвиг в то время уже год исполнял обязанности губернатора Тироля.
Брак был счастливым, но продолжился всего два года. После празднования императорской семьей рождения наследника Рудольфа пара отправилась в путешествие по Ломбардии, наместником которой в то время был Фердинанд Макс, брат Карла Людвига. Во время поездки Маргарита заболела тифом и умерла в Монце 15 сентября 1858 года в возрасте восемнадцати лет. Её тело похоронили в Императорском склепе в Капуцинеркирхе в Вене.
Глубоко потрясенный Карл Людвиг намеревался уйти в монастырь, но после поездки в Рим, где встретился с папой римским Пием IX, который всячески успокаивал и поддерживал его, вернулся к исполнению гражданских обязанностей в Инсбруке. Через четыре года он женился на Марии Аннунциате Сицилийской. Дочь от этого брака он назвал Маргаритой. Умер Карл Людвиг также от тифа 19 мая 1896 года.